# Санта-Мария-Аддолората (титулярная церковь)
Титулярная церковь Санта-Мария-Аддолората (лат. Titulus Sanctæ Mariæ Perdolentis) — титулярная церковь была создана Папой Франциском 14 февраля 2015 года. Титул принадлежит церкви Санта-Мария-Аддолората, расположенной в квартале Рима Коллатино, на пересечении улиц делла Серениссима и делла Венеция Джулия.

## Список кардиналов-священников титулярной церкви Санта-Мария-Аддолората
- Франциск Ксаверий Криенгсак Ковитванит — (14 февраля 2015 — по настоящее время).